# Kid Pepe
José Gelsomino (Montesano sulla Marcellana, 19 de setembro de 1909 — Rio de Janeiro, 15 de setembro de 1961), mais conhecido como Kid Pepe, foi um cantor e compositor italiano radicado no Brasil.

## Biografia
Filho do Sr. Nicola Gelsomino e da Sra. Antonia Lucas, José Gelsomino, conhecido como Kid Pepe, imigrou para o Brasil ainda criança em 1914. Teve uma vida difícil, tendo exercido modestas profissões como engraxate, garçom, empalhador de móveis, vendedor de jornal e até "boxeur", profissão pela qual era muito conhecido nos meios artísticos e que lhe servia como artifício para, em alguns momentos, coagir e intimidar seus colegas. Em 1935, casou-se com Menildes Gelsomino com quem teve cinco filhos: Marlene, Glória, Lúcia, Jorge e Marli (falecida).

## Carreira
Em 1931, ingressou na vida radiofônica, chegando a cantar e ter um programa. Em 1933, teve sua primeira composição gravada e também seu maior sucesso, o samba "O Orvalho Vem Caindo", feita de parceria com Noel Rosa e registrada na Victor na voz de Almirante. 
Em 1934, teve gravados o samba "Olha a Baiana", parceria com Germano Augusto e a marcha "Ondas Curtas", parceria com Zeca Ivo registradas por Orlando Silva na Columbia.
No mesmo ano, Moreira da Silva gravou o samba "Implorar", parceria com J. da Silva Gaspar e Germano Augusto, vencedor do carnaval do ano seguinte e um dos maiores sucessos da década de 1930. Este samba causou uma polêmica pública quanto a sua real autoria, pois segundo alguns, seria do falecido sambista Cedá, que o vendera a Kid Pepe por 30 mil réis.
Segundo depoimento de Kid Pepe reproduzido no livro "A Canção No Tempo":  "João Gaspar me mostrou um estribilho que gostei. Consegui então autorização dele, por escrito, para consertar o estribilho (que estava quebrado) e compor uma segunda parte e a introdução. Desse jeito fizemos "Implorar". Agora, se provarem que o coro apresentado pelo Gaspar não lhe pertence, darei minha á família do falecido a parte dele".  
Em 1935, teve gravadas a toada "Eu Era Feliz" e o samba "Sabor Do Samba", parcerias com Germano Augusto e perpetuadas por Patrício Teixeira em disco, Victor. No mesmo ano, outra de suas parcerias com Germano Augusto foi gravada na Victor por Chiquinha Jacobina, a rumba "Samba Na Rumba". Também no mesmo ano, Mário Reis gravou seus sambas "Adeus Saudade", com Raul Rezende e "Sonho de jardineiro", com Zé Pretinho e Aracy de Almeida o samba "Eu Por Você". 
Em 1936, Alzirinha Camargo gravou o samba "Você Vai Se Arrepender", parceria com Germano Augusto e Alberto Fadel e o conjunto 4 Diabos, o samba "Sou Escravo Do Destino", parceria com Germano Augusto e José da Silva. No mesmo ano, o Bando da Lua gravou o samba "Salve Mangueira" e J. B. de Carvalho a marcha "Alô Boy", parceria com J. Piedade e Homero Ferreira, regravada no ano seguinte pelos Diabos do Céu acompanhados de coro. 
Também em 1936, Odaléa Sodré gravou na Columbia a marcha "Sindicato Do Amor", parceria com José Fernandes e o samba "Romance Da Morena", parceria com Buci Moreira e a dupla Joel e Gaúcho gravou na Odeon o samba "Mangueira", parceria com Bide.
Em 1937, fez com Antônio Almeida a tarantella "Piroli, Piroli" gravada por Castro Barbosa. No mesmo ano, Carlos Galhardo gravou a marcha "Belezza Mia", com Germano Augusto e o samba "Eu Gosto De Um Certo Alguém", com José de Oliveira e os Anjos do Inferno gravaram o samba "Amei demais", parceria com Siqueira Filho e a marcha "Morena complicada". Também no mesmo ano, seu samba "Formosa mulher", com Jorge Faraj e sua marcha "A Colombina Vem", com J. Piedade foram gravadas por Vitor Bacelar. 
Ainda nesse ano, fez sucesso com a valsa canção "Lágrimas De Rosa", com versos seus sobre melodia de Dante Santoro gravada por Orlando Silva. 
Em 1938, fez com Paquito o samba "É Triste A Gente Querer" gravado por Castro Barbosa.No mesmo ano, Francisco Alves gravou na Odeon a marcha "Carnaval Na Minha Terra", parceria com Aldo Cabral. 
Em 1939, fez uma inédita e rara parceria com João da Baiana na batucada "Pra Quê Tanto Orgulho" gravada por Aracy de Almeida. No mesmo ano, fez com David Nasser a marcha "Que Vale Um Beijo" gravada por José Lemos. Também no mesmo ano, Cyro Monteiro gravou seu samba "Tive Um Prazer", parceria com Paulo Carlos Actis. Ainda em 1939, Carmen Miranda gravou o samba-choro "Moreno Batuqueiro", com Germano Augusto e o partido alto "Candieiro", com David Nasser.
Em 1940, José Lemos gravou o vira "Santa Dos Meus Amores", parceria com Ariovaldo Pires, o Capitão Furtado, e "Brasil e Portugal", fado de parceria com Portelo Juno.  
Em 1941, teve outra parceria com Ariovaldo Pires gravada por José Lemos, a marcha "Rainha Do Prado".  
Em 1942, Carlos Galhardo gravou na Victor o samba "Castigo de Deus", parceria com Germano Augusto e J. Piedade. A partir da década de 1940, sua carreira de compositor começou a declinar.  
Em 1944, conheceu seu último sucesso com o samba "Primeira Mulher", parceria com Téo Magalhães gravado por Nelson Gonçalves na Victor. Ficaria para sempre, contudo, sua fama de truculento, brigão e intimidador, ou seja, um dos personagens mais controvertidos da época de ouro da MPB nas décadas de 1930 e 1940. 

## Morte
Por volta de abril de 1961, Kid Pepe foi internado para tratamento de cirrose hepática, no Hospital Getúlio Vargas, mas não resistiu à doença e veio a falecer em 15 de setembro de 1961, com 51 anos. Curiosamente, o músico completaria 52 anos quatro dias depois de sua morte.

## Obras
- A colombina vem (c/ J. Piedade)
- Adeus saudade (c/ Raul Resende)
- Alô boy (c/ Piedade e Homero Ferreira)
- Amar e esquecer (c/ Carlos Campos)
- Amei demais (c/ Siqueira Filho)
- As lágrimas rolavam (c/ Germano Augusto e Guará)
- Belezza mia (c/ Germano Augusto)